# Grete Grander
Grete Grander (Sankt Johann in Tirol, 25 giugno 1942) è un'ex sciatrice alpina austriaca.

## Biografia
Sciatrice polivalente, Grete Grander debuttò in campo internazionale in occasione del trofeo dell'Hahnenkamm 1959 (Kitzbühel, 16-17 gennaio), dove si classificò 24ª nella discesa libera, 28ª nello slalom speciale e 26ª nella combinata; nel 1961 si piazzò 3ª nello slalom speciale del Grand Prix Feminine (Saint-Gervais-les-Bains, 26-28 gennaio) e 3ª nella discesa libera del Grand Prix du Chamonix (Chamonix, 23-26 febbraio). Nel 1962 fu 3ª nella discesa libera delle SDS-Rennen (Grindelwald, 9-12 gennaio), vinse la discesa libera della Coppa dei Tre comuni ladini (Val Gardena, 27-29 gennaio) e ottenne i suoi ultimi piazzamenti internazionali al Grand Prix Feminine (Saint-Gervais-les-Bains, 1-3 febbraio): durante le prove della discesa libera dell'Arlberg-Kandahar (Sestriere, 9-11 marzo) subì un grave infortunio che pose fine alla sua carriera agonistica. Non prese parte a rassegne olimpiche o iridate.

## Palmarès

### Classiche
Coppa dei Tre comuni ladini
- 1 vittoria (discesa libera a Val Gardena 1962)

### Campionati austriaci
- 1 medaglia:
  - 1 argento (slalom speciale nel 1961)[senza fonte]